# Amen Thompson
Ameiz XLNC Thompson, detto Amen (Oakland, 30 gennaio 2003), è un cestista statunitense con cittadinanza giamaicana, professionista nella NBA con i Houston Rockets.

## Biografia
È il fratello gemello del cestista Ausar Thompson.

## Carriera

### High School
Quando Thompson entrò in seconda media, lui e la sua famiglia si trasferirono a Fort Lauderdale, Florida, così lui e Ausar poterono iniziare a giocare nel basket della scuola superiore alla Pine Crest School con un anno di anticipo.
Thompson era considerato un recluta da cinque stelle da ESPN e da quattro stelle da Rivals. Diverse università mostrarono interesse nei suoi confronti e, al termine del suo terzo anno di scuola superiore, ricevette offerte da Alabama, Arizona, Auburn, Arizona State e Kansas, ma decise di non giocare a livello collegiale.

### Overtime Elite (2021-2023)
Il 25 maggio 2021, Thompson firmò il suo primo contratto professionistico con la Overtime Elite, una nuova lega professionistica con sede ad Atlanta aperta a giocatori di età compresa tra 16 e 20 anni. Entrò nella lega insieme al fratello Ausar, saltando l'ultimo anno di scuola superiore e rinunciando al percorso universitario. Nella sua prima stagione Thompson giocò per Team OTE, competendo contro le altre squadre della lega e alcune squadre liceali. Arrivato in finale, Amen fu sconfitto dal fratello in tre partite.
Nella stagione successiva Thompson fu selezionato dal fratello per giocare al suo fianco nei City Reapers, nuova squadra della lega, che aiutò a conquistare il titolo. Ad aprile 2023 si dichiarò eleggibile al draft NBA previsto per giugno.

### NBA (2023-)

#### Houston Rockets (2023-)
Al draft NBA 2023 Thompson è stato selezionato dagli Houston Rockets con la quarta scelta assoluta, precedendo di una scelta il fratello Ausar. I due sono diventati i primi fratelli nella storia della NBA ad essere selezionati tra i primi cinque del draft nello stesso anno.

## Statistiche

### Overtime Elite
| Anno      | Squadra      | PG | PT | MP   | TC%  | 3P%  | TL%  | RP  | AP  | PRP | SP  | PP   |
| --------- | ------------ | -- | -- | ---- | ---- | ---- | ---- | --- | --- | --- | --- | ---- |
| 2022-2023 | City Reapers | 16 | -  | 27,5 | 56,6 | 25,0 | 65,6 | 5,9 | 5,9 | 2,3 | 0,9 | 16,4 |
| Carriera  | Carriera     | 16 | -  | 27,5 | 56,6 | 25,0 | 65,6 | 5,9 | 5,9 | 2,3 | 0,9 | 16,4 |

### NBA

#### Regular Season
| Anno      | Squadra         | PG  | PT | MP   | TC%  | 3P%  | TL%  | RP  | AP  | PRP | SP  | PP   |
| --------- | --------------- | --- | -- | ---- | ---- | ---- | ---- | --- | --- | --- | --- | ---- |
| 2023-2024 | Houston Rockets | 62  | 23 | 22,4 | 53,6 | 13,8 | 68,4 | 6,6 | 2,6 | 1,3 | 0,6 | 9,5  |
| 2024-2025 | Houston Rockets | 69  | 42 | 32,2 | 55,7 | 27,5 | 68,4 | 8,2 | 3,8 | 1,4 | 1,3 | 14,1 |
| Carriera  | Carriera        | 131 | 65 | 27,6 | 54,9 | 22,1 | 68,4 | 7,4 | 3,3 | 1,3 | 1,0 | 11,9 |

#### Playoffs
| Anno     | Squadra         | PG | PT | MP   | TC%  | 3P%  | TL%  | RP  | AP  | PRP | SP  | PP   |
| -------- | --------------- | -- | -- | ---- | ---- | ---- | ---- | --- | --- | --- | --- | ---- |
| 2025     | Houston Rockets | 7  | 7  | 33,0 | 49,4 | 25,0 | 69,4 | 6,9 | 3,3 | 1,7 | 0,9 | 15,7 |
| Carriera | Carriera        | 7  | 7  | 33,0 | 49,4 | 25,0 | 69,4 | 6,9 | 3,3 | 1,7 | 0,9 | 15,7 |

### G League
| Anno      | Squadra       | PG | PT | MP   | TC%  | 3P%  | TL% | RP   | AP  | PRP | SP  | PP   |
| --------- | ------------- | -- | -- | ---- | ---- | ---- | --- | ---- | --- | --- | --- | ---- |
| 2023-2024 | R.G.V. Vipers | 2  | 2  | 36,9 | 47,5 | 33,3 | 100 | 10,5 | 7,5 | 1,5 | 1,0 | 21,5 |
| Carriera  | Carriera      | 2  | 2  | 36,9 | 47,5 | 33,3 | 100 | 10,5 | 7,5 | 1,5 | 1,0 | 21,5 |

## Palmarès

### Individuale

#### NBA
- NBA All-Defensive Team: 1

First Team: 2025
- NBA All-Rookie Second Team (2024)